# Слово для защиты
«Сло́во для защи́ты» — советская судебная или юридическая драма (1977) режиссёра Вадима Абдрашитова по сценарию Александра Миндадзе.
Один из лидеров проката СССР — фильм посмотрели 20,5 миллионов зрителей; десятое место в кинопрокате 1977 года среди отечественных картин.

## Сюжет
Валентина Костина обвиняется в покушении на убийство своего любовника Федяева. Она признала свою вину, но её адвокат Ирина Межникова пытается найти оправдывающие обстоятельства для своей подзащитной. Постепенно Ирина выясняет подробности несчастной истории Вали. Она практически содержала своего любовника, отказывала себе во всём, преданно и искренне любила его. Он же ответил ей чёрной неблагодарностью. Поражённая в самое сердце Валя решает покончить с собой и с ним, но оба остаются живы. Теперь Валентине грозит тюрьма. Ирина понимает, что её подзащитная — лишь жертва обстоятельств, что виноват в этой истории её любовник Федяев. Она пытается убедить Валю, что Федяев — пустой, никчёмный человек и Валя напрасно тратила на него свою жизнь. Убедить ей в этом Валентину не удаётся, но её горячая речь в защиту обвиняемой спасает её от тюрьмы. Валентина освобождена, но не рада этому. А Ирина вдруг понимает, что на фоне беззаветной, преданной любви Валентины её любовь к своему жениху Руслану была ненастоящей.

## В ролях
- Галина Яцкина — Ирина Межникова, адвокат
- Марина Неёлова — Валентина Костина, обвиняемая
- Олег Янковский — Руслан Шевернёв, жених Ирины
- Станислав Любшин — Виталий Федяев, сожитель Костиной
- Виктор Шульгин — Пётр Константинович, отец Ирины
- Елена Кебал — Светлана (озвучивает Наталья Гурзо)
- Анатолий Грачёв — прокурор
- Эдуард Изотов — Аркадий Степанович
- Валентина Березуцкая — Кузнецова, начальница Костиной
- Василий Куприянов — Савушкин, свидетель
- Нина Агапова — портниха
- Светлана Коновалова — Ангелина Егоровна, мать Руслана
- Борис Кордунов — Андрей Николаевич, отец Руслана
- Александр Бородянский — Саша
- Юлия Цоглин — Катя Соколова
- Александр Воеводин — Апухтин
- Игорь Костолевский — Курпенин
- Валентина Хмара — Валя
- Татьяна Бурдовицина — одноклассница
- Алексей Алексеев — судья
- Василий Бадаев — судебный заседатель
- Олеся Иванова — судебный заседатель
- Вадим Захарченко — адвокат
- Пётр Крылов — Илья Ефимович, адвокат
- Тамара Логинова — Ольга Илларионовна, адвокат
- Виктор Маркин — адвокат
- Николай Волков — актёр в спектакле
- Ольга Яковлева — актриса
- Антонина Кончакова — милиционер

## Съёмочная группа
- Автор сценария: Александр Миндадзе
- Режиссёр: Вадим Абдрашитов
- Оператор: Анатолий Заболоцкий
- Художник: Ипполит Новодережкин
- Композитор: Владимир Мартынов
- Директор: Аркадий Ашкинази

## Награды
- 1977 — Приз за лучшую режиссуру на Всесоюзном кинофестивале в Риге — Вадим Абдрашитов
- 1977 — Приз за лучший сценарный дебют на Всесоюзном кинофестивале — Александр Миндадзе
- 1977 — Первая премия на Всесоюзном кинофестивале — за лучшую женскую роль — Марина Неёлова
- 1977 — Первая премия на Всесоюзном кинофестивале — за лучшую женскую роль — Галина Яцкина
- 1977 — Приз Всесоюзного кинофестиваля за лучшую операторскую работу — Анатолий Заболоцкий
- 1977 — Приз министерства юстиции Латвийской ССР — Вадим Абдрашитов
- 1979 — Премия Ленинского комсомола — Вадим Абдрашитов, Анатолий Заболоцкий, Александр Миндадзе